# Espai-temps corbat
En física, l'espai-temps corbat és el model matemàtic en el qual, amb la teoria de la relativitat general d'Einstein, la gravetat sorgeix de manera natural, en lloc de ser descrita com una força fonamental en el marc de referència euclidià estàtic de Newton. Els objectes es mouen al llarg de geodèsics —camins corbes determinats per la geometria local de l'espai-temps— en lloc de ser influenciats directament per cossos llunyans. Aquest marc va donar lloc a dos principis fonamentals: la independència de coordenades, que afirma que les lleis de la física són les mateixes independentment del sistema de coordenades utilitzat, i el principi d'equivalència, que estableix que els efectes de la gravetat són indistinguibles dels de l'acceleració en regions prou petites. de l'espai. Aquests principis van establir les bases per a una comprensió més profunda de la gravetat a través de la geometria de l'espai-temps, tal com es formalitza a les equacions de camp d'Einstein.

## Introducció

Figura 5-1. Efectes de marea.

Les teories de Newton van suposar que el moviment té lloc en el teló de fons d'un marc de referència euclidià rígid que s'estén per tot l'espai i tot el temps. La gravetat està mediada per una força misteriosa, que actua instantàniament a través d'una distància, les accions de la qual són independents de l'espai intervingut. En canvi, Einstein va negar que hi hagi cap marc de referència euclidià de fons que s'estengui per l'espai. Tampoc existeix una força de gravitació, només l'estructura de l'espai-temps mateix. :175–190
En termes d'espai-temps, la trajectòria d'un satèl·lit que orbita la Terra no està dictada per les influències llunyanes de la Terra, la Lluna i el Sol. En canvi, el satèl·lit es mou per l'espai només en resposta a les condicions locals. Com que l'espai-temps és localment pla a tot arreu quan es considera a una escala prou petita, el satèl·lit sempre segueix una línia recta en el seu marc inercial local. Diem que el satèl·lit segueix sempre el camí d'un geodèsic. No es pot descobrir cap evidència de gravitació seguint els moviments d'una sola partícula. :175–190
En qualsevol anàlisi de l'espai-temps, l'evidència de la gravitació requereix observar les acceleracions relatives de dos cossos o de dues partícules separades. A la Fig. 5-1, dues partícules separades, en caiguda lliure en el camp gravitatori de la Terra, presenten acceleracions de marea a causa de les heterogeneïtats locals en el camp gravitatori de manera que cada partícula segueix un camí diferent a través de l'espai-temps. Les acceleracions de marea que presenten aquestes partícules entre elles no requereixen forces per a la seva explicació. Més aviat, Einstein els va descriure en termes de la geometria de l'espai-temps, és a dir, la curvatura de l'espai-temps. Aquestes acceleracions de marea són estrictament locals. És l'efecte total acumulat de moltes manifestacions locals de curvatura que donen lloc a l' aparició d'una força gravitatòria que actua a llarga distància des de la Terra. :175–190
Dues proposicions centrals subjacent a la relativitat general.

Figura 5-2. Principi d'equivalència

- El primer concepte crucial és la independència de coordenades: les lleis de la física no poden dependre del sistema de coordenades que s'utilitzi. Aquesta és una extensió important del principi de relativitat de la versió utilitzada a la relativitat especial, que estableix que les lleis de la física han de ser les mateixes per a cada observador que es mou en marcs de referència no accelerats (inercials). En la relativitat general, per utilitzar les paraules pròpies (traduïdes) d'Einstein, "les lleis de la física han de ser de tal naturalesa que s'apliquen als sistemes de referència en qualsevol tipus de moviment". Això condueix a un problema immediat: en fotogrames accelerats, un sent forces que aparentment permetrien avaluar el seu estat d'acceleració en un sentit absolut. Einstein va resoldre aquest problema mitjançant el principi d'equivalència.

- El principi d'equivalència estableix que en qualsevol regió de l'espai prou petita, els efectes de la gravitació són els mateixos que els de l'acceleració. A la figura 5-2, la persona A es troba en una nau espacial, lluny de qualsevol objecte massiu, que pateix una acceleració uniforme de g. La persona B es troba en una caixa que descansa a la Terra. Sempre que la nau espacial sigui prou petita perquè els efectes de les marees no siguin mesurables (donada la sensibilitat de l'instrumentació de mesura de la gravetat actual, A i B presumiblement haurien de ser liliputians), no hi ha experiments que A i B puguin realitzar que els permetin saber-ho. en quin entorn es troben.Una expressió alternativa del principi d'equivalència és observar que a la llei de gravitació universal de Newton, F = GMmg/r2 = mg g i a la segona llei de Newton, F = mia, no hi ha a raó a priori per la qual la massa gravitatòria mg hauria de ser igual a la massa inercial mi. El principi d'equivalència estableix que aquestes dues masses són idèntiques.[4] :141–149

Passar de la descripció elemental anterior de l'espai-temps corbat a una descripció completa de la gravitació requereix càlcul tensorial i geometria diferencial, temes que requereixen un estudi considerable. Sense aquestes eines matemàtiques, és possible escriure sobre la relativitat general, però no és possible demostrar cap derivació no trivial.

## Curvatura del temps

Figura 5-3. L'argument d'Einstein suggereix un desplaçament cap al vermell gravitatori

En la discussió de la relativitat especial, les forces no van jugar més que un paper de fons. La relativitat especial suposa la capacitat de definir marcs inercials que omplen tot l'espai-temps, tots els rellotges dels quals funcionen a la mateixa velocitat que el rellotge de l'origen. És això realment possible? En un camp gravitatori no uniforme, l'experiment dicta que la resposta és no. Els camps gravitatoris fan impossible construir un marc inercial global. En regions prou petites de l'espai-temps, els marcs inercials locals encara són possibles. La relativitat general implica la unió sistemàtica d'aquests marcs locals en una imatge més general de l'espai-temps. :118–126
Anys abans de la publicació de la teoria general el 1916, Einstein va utilitzar el principi d'equivalència per predir l'existència d'un desplaçament cap al vermell gravitatori en el següent experiment mental: (i) Suposem que una torre d'alçada h (Fig. 5-3) s'ha construït. (ii) Deixeu caure una partícula de massa en repòs m des de la part superior de la torre. Cau lliurement amb l'acceleració g, arribant a terra amb velocitat v = (2gh)1/2, de manera que la seva energia total E, mesurada per un observador a terra, és {\displaystyle m+{{\tfrac {1}{2}}mv^{2}}/{c^{2}}=m+{mgh}/{c^{2}}}

## Curvatura de l'espai
El {\displaystyle (1-2GM/(c^{2}r))} coeficient davant {\displaystyle (c\Delta t)^{2}} descriu la curvatura del temps en la gravitació newtoniana, i aquesta curvatura explica completament tots els efectes gravitatoris newtonians. Com era d'esperar, aquest factor de correcció és directament proporcional a {\displaystyle G} i {\displaystyle M}, i a causa del {\displaystyle r} en el denominador, el factor de correcció augmenta a mesura que s'apropa al cos gravitant, és a dir, el temps es corba.
Però la relativitat general és una teoria de l'espai corbat i del temps corbat, de manera que si hi ha termes que modifiquen els components espacials de l'interval espai-temps presentat anteriorment, no s'haurien de veure els seus efectes sobre, per exemple, les òrbites planetàries i satèl·lits a causa dels factors de correcció de la curvatura aplicats a els termes espacials?

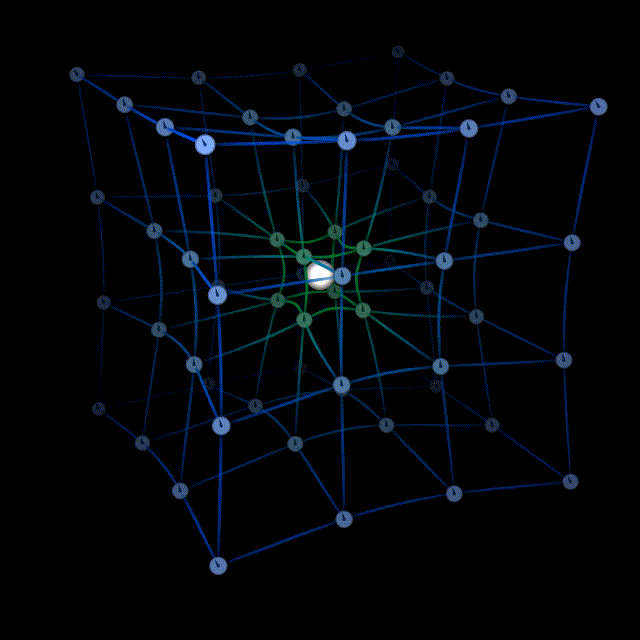
Figura 5–4. La relativitat general és una teoria del temps corbat i l'espai corbat. Feu clic aquí per animar.

La resposta és que es veuen, però els efectes són minúsculs. La raó és que les velocitats planetàries són extremadament petites en comparació amb la velocitat de la llum, de manera que per als planetes i satèl·lits del sistema solar, la {\displaystyle (c\Delta t)^{2}} terme eclipsa els termes espacials. :234–238
Malgrat la minuciositat dels termes espacials, els primers indicis que alguna cosa anava malament amb la gravitació newtoniana es van descobrir fa més d'un segle i mig. El 1859, Urbain Le Verrier, en una anàlisi de les observacions cronometrades disponibles dels trànsits de Mercuri sobre el disc del Sol des del 1697 fins al 1848, va informar que la física coneguda no podia explicar l'òrbita de Mercuri, tret que possiblement hi hagués un planeta o un cinturó d'asteroides dins del òrbita de Mercuri. El periheli de l'òrbita de Mercuri presentava una taxa de precessió excessiva respecte a la que podria explicar-se pels estirons dels altres planetes. La capacitat de detectar i mesurar amb precisió el valor minut d'aquesta precessió anòmala (només 43 segons d'arc per segle tropical) és un testimoni de la sofisticació de l'astrometria del segle XIX.

## Fonts de la curvatura de l'espai-temps

Figura 5-5. Components contravariants del tensor esforç-energia